# 최승호 (정치인)
최승호(미상 ~ )는 조선민주주의인민공화국의 정치인이다. 전 조선로동당 중앙위원회 통계국장 겸 중앙검사위원위 위원장이다. 최고인민회의 제 14기 대의원이다.

## 경력
2014년 8월 리승호 중앙검사위원회 위원장 사망 이후 중앙검사위원회 위원장에 임명되었다. 중앙통계국장을 겸임하고 있다.